# Oligotrichum minutum
Oligotrichum minutum är en bladmossart som först beskrevs av C. Müller, och fick sitt nu gällande namn av Jean Édouard Gabriel Narcisse Paris 1900. Oligotrichum minutum ingår i släktet Oligotrichum och familjen Polytrichaceae. Inga underarter finns listade i Catalogue of Life.